# Burgstall Kunzenstein
Der Burgstall Kunzenstein ist eine abgegangene Spornburg am Gneisfelsen Kunzenstein. Sie liegt 2620 m östlich von Sankt Jodok, einem Ortsteil von Tännesberg, im Tännesberger Wald und am Oberpfälzer Burgenweg; im Osten befindet sich der Burgstall Wildstein. Die Anlage wird als Bodendenkmal unter der Aktennummer D-3-6440-0013 im Bayernatlas als „mittelalterlicher Burgstall "Kunzenstein"“ geführt.

## Beschreibung
Von der Scheitellinie des Kunzensteins greift ein Wall aus Erde und Stein mit einem vorgelagerten Graben in einem Achtelkreis nach Westen aus, die Fortsetzung nach Osten fehlt. Es wird vermutet, dass es sich um eine unvollendete Anlage handelt.